# Przygody Blacky’ego
Przygody Blacky’ego (ang. The Adventures of the Black Stallion, 1990–1993) – francusko-kanadyjsko-nowozelandzki serial przygodowy nadawany przez stację The Family Channel od 15 września 1990 roku do 16 maja 1993 roku. W Polsce nadawany był dawniej na kanale TVP2.

## Fabuła
Serial opisuje historię niezwykłej przyjaźni pięknego, dzikiego, czarnego konia z chłopcem Alekiem Ramsayem. Razem biorą udział w wielu wyścigach, zdobywają trofea oraz poznawają nowych przyjaciół.

## Obsada
- Mickey Rooney jako Henry Dailey
- Richard Ian Cox jako Alec Ramsay
- Marianne Filali jako Nicole Berthier (serie II-III)
- Michele Goodger jako Belle Ramsey (seria I)
- Virginie Demains jako Catherine Varnier (seria I)
- Jean-Paul Solal jako Pierre Chastel (seria I)
- David Taylor jako Nathaniel „Nate” MacKay (seria III)
- Docs Keepin Time jako Black

## Nagrody i nominacje

### Young Artist Award
- 1991 – nominacja w kategorii Best Off-Prime Time or Cable Family Series
- 1991 – Richard Ian Cox – wygrana w kategorii Best Young Actor Starring in an Off-Prime Time or Cable Family Series[1]
- 1992 – Richard Ian Cox – wygrana w kategorii Best Young Actor Starring in a Cable Series[2]

### Gemini Awards
- 1992 – Mickey Rooney – nominacja w kategorii Best Performance by an Actor in a Continuing Leading Dramatic Role[3]